# Агат
Агáт — мінерал, тонко-смугастий різновид халцедону зі смугастою або плямистою текстурою, часом з декоративними включеннями і концентрично-зональною або плоскопаралельною будовою. Смужки можуть бути різних кольорів та відтінків, від світло-рожевих до сургучно-коричневих. Має шаруватий чи хмароподібний розподіл забарвлення, складається з окису кремнію, (SiO2). Для агату характерні раковистий злам, восковий блиск, висока в'язкість і придатність до ідеального полірування.

## Назва
Знаменитий учений давнини Пліній Старший вважав, що назва агату походить від річки Ахатес (дав.-гр. Ἀχάτης) на Сицилії (можливо, сучасна Карабі або Дірілло). Інше тлумачення — від грецького «ἀγαθός» — добрий, хороший, щасливий. Найчастіше малюнок агата нагадує око. Згідно з однією з древніх легенд, це око небесного білого орла, який після битви з чорним чаклуном впав на землю і став каменем. А його очі продовжують дивитися на людей, відокремлюючи добрі справи від злих. Агат також називають Оком Творця.

## Типи кристалів

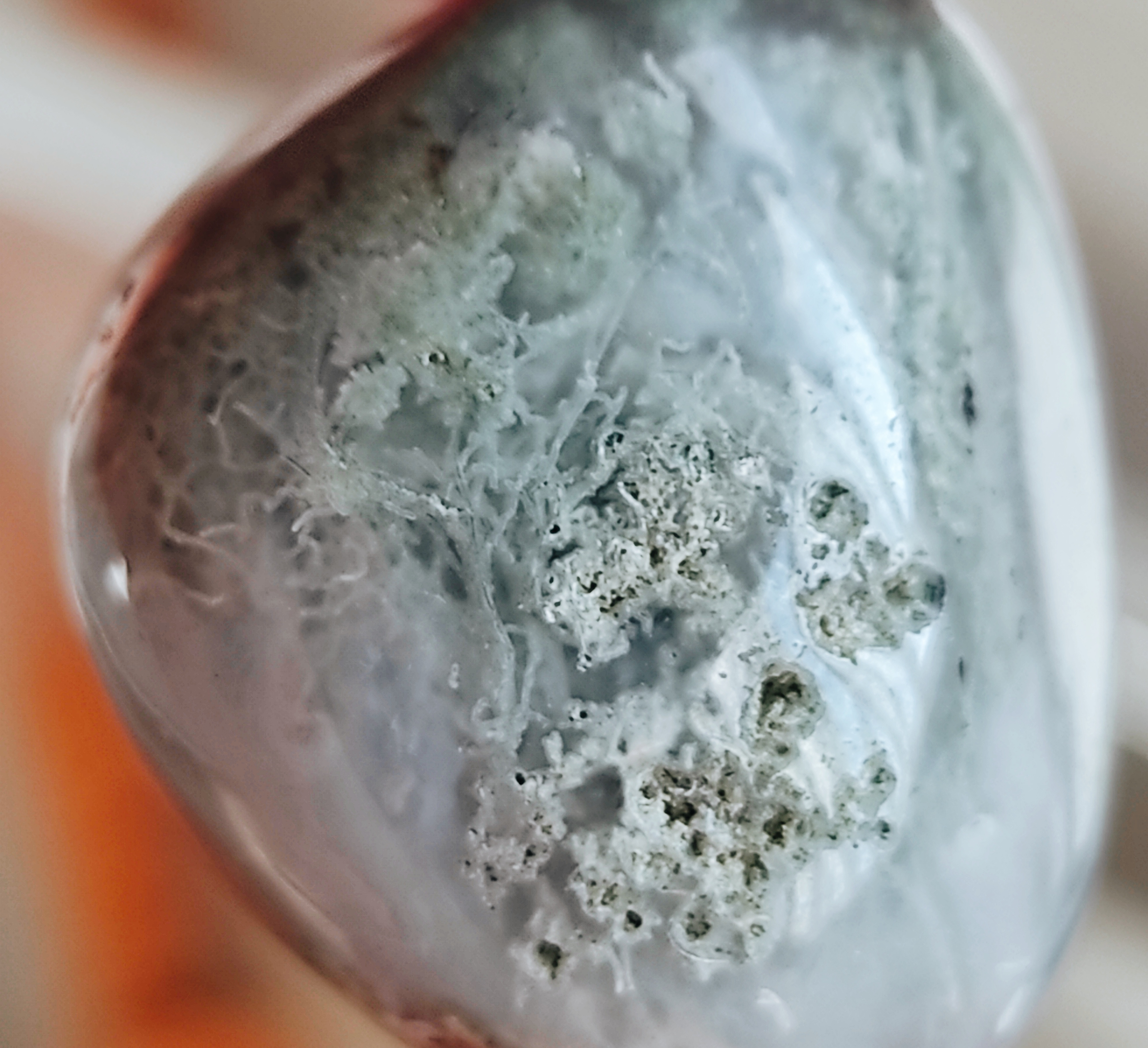
Моховий агат

- Моховий агатОднозабарвлені агати (сердолік, сардер, карнеол)
- стрічкові
- бастіонні
- шаруваті
- плямисті
- мохоподібні
- ландшафтні
- сагенітові
- вогненні

## Родовища
Агат — гідротермальний поствулканічний мінерал, що заповнює мигдалини і тріщини в ефузивних породах андезито-базальтового і рідко ріолітового складу. Велике практичне значення мають алювіальні (залишкові) агати в древніх корах вивітрювання ефузивів і агати алювіальних родовищ.
Головні родовища агату розташовані в Бразилії, Уругваї, Аргентині та Індії. Найвідоміші родовища в Європі знаходяться в ФРН, район Ідар Оберштайн. Є також на Малому Кавказі (Ахалцихська група), в Росії (Схід. Сибір, Норське родов.). В Україні агати поширені в Рівненській області (Янова долина, Берестовець, Полиці, Іванчі, Рафалівка), також трапляються на території Криворізького басейну, на Закарпатті (Берегівський район — околиці м. Берегово, с. Мужієво). У Криму добре відомі агати з Коктебеля, Кизилівки, Кара-Дага, Феодосії, басейну річки Альма. Агат був відомий здавна в Шумері і Стародавньому Єгипті; він використовувався для виготовлення різьблених печаток, амулетів, прикрас. Особливо широко агати застосовувалися в країнах античного Середземномор'я для виготовлення гем.

## Різновиди
- агат бастіонний (агат фортифікаційний);
- агат брекчієподібний (відміна агату, яка за зовнішнім виглядом нагадує брекчію);
- агат бразильський (агат з концентричними шарами)
- агат веселковий (тонкосмугастий халцедон з гарною грою кольорів);
- агат виробний (агат, який використовують як виробний камінь);
- агат блакитний (ювелірний агат, штучно забарвлений у блакитний колір);
- агат горошковий (відміна халцедону із забарвленими плямами у напівпрозорій основній масі);
- агат дерев'янистий (дерево, заміщене в процесі окременіння плямистим агатом);
- агат дисковий (різновид агату з округлими включеннями оксидів заліза);
- агат зірчастий (агат з явищем астеризму);
- агат іризуючий (те саме, що й агат веселковий);

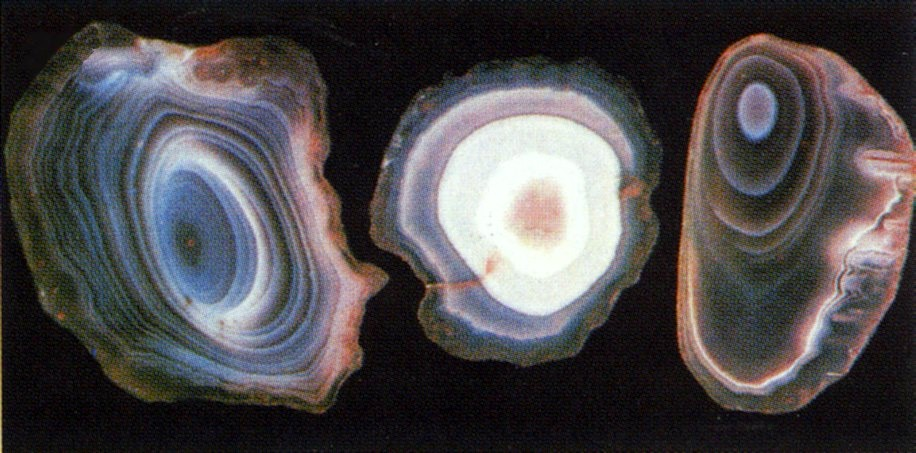
Мигдалина агату
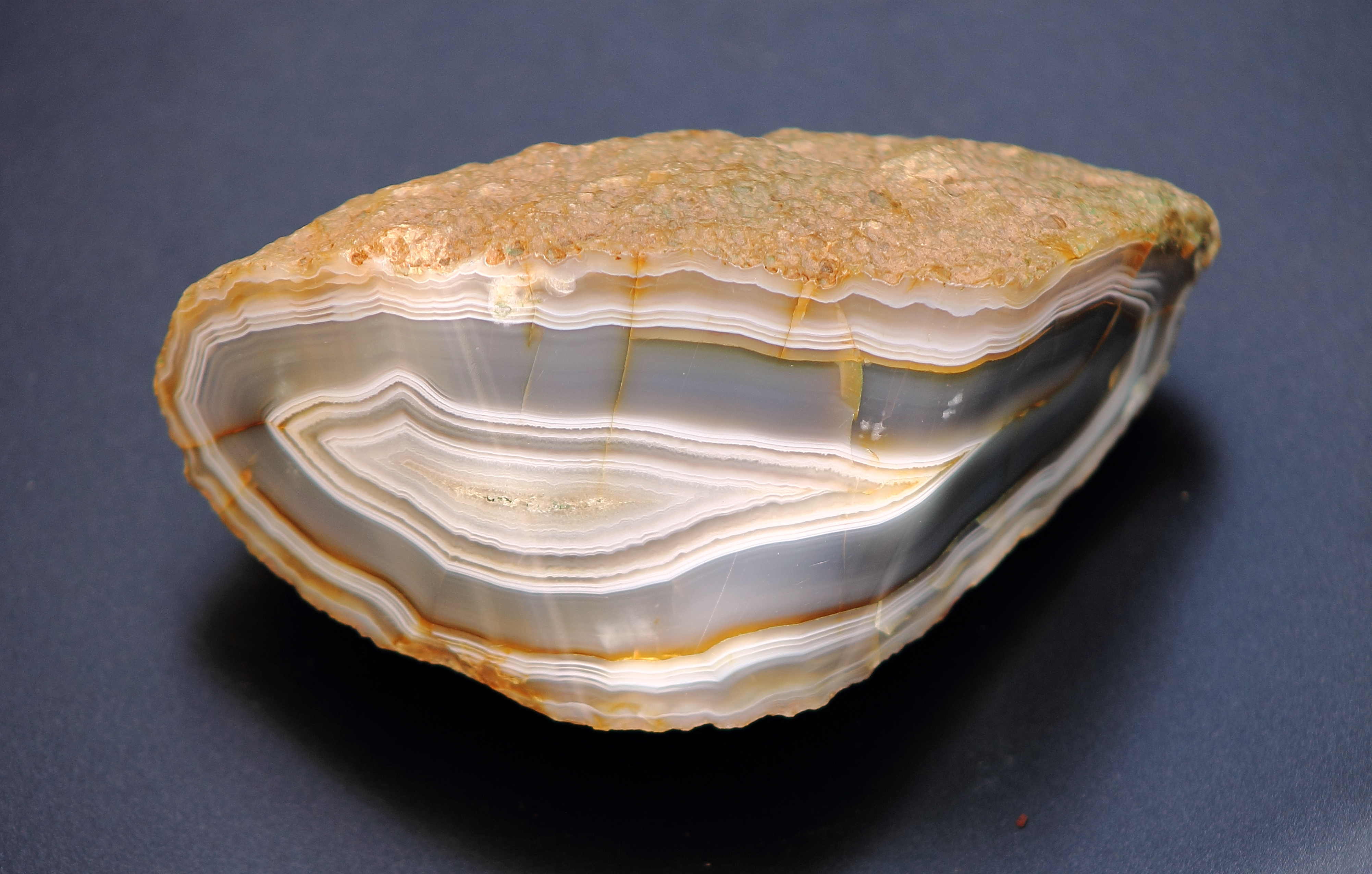
border
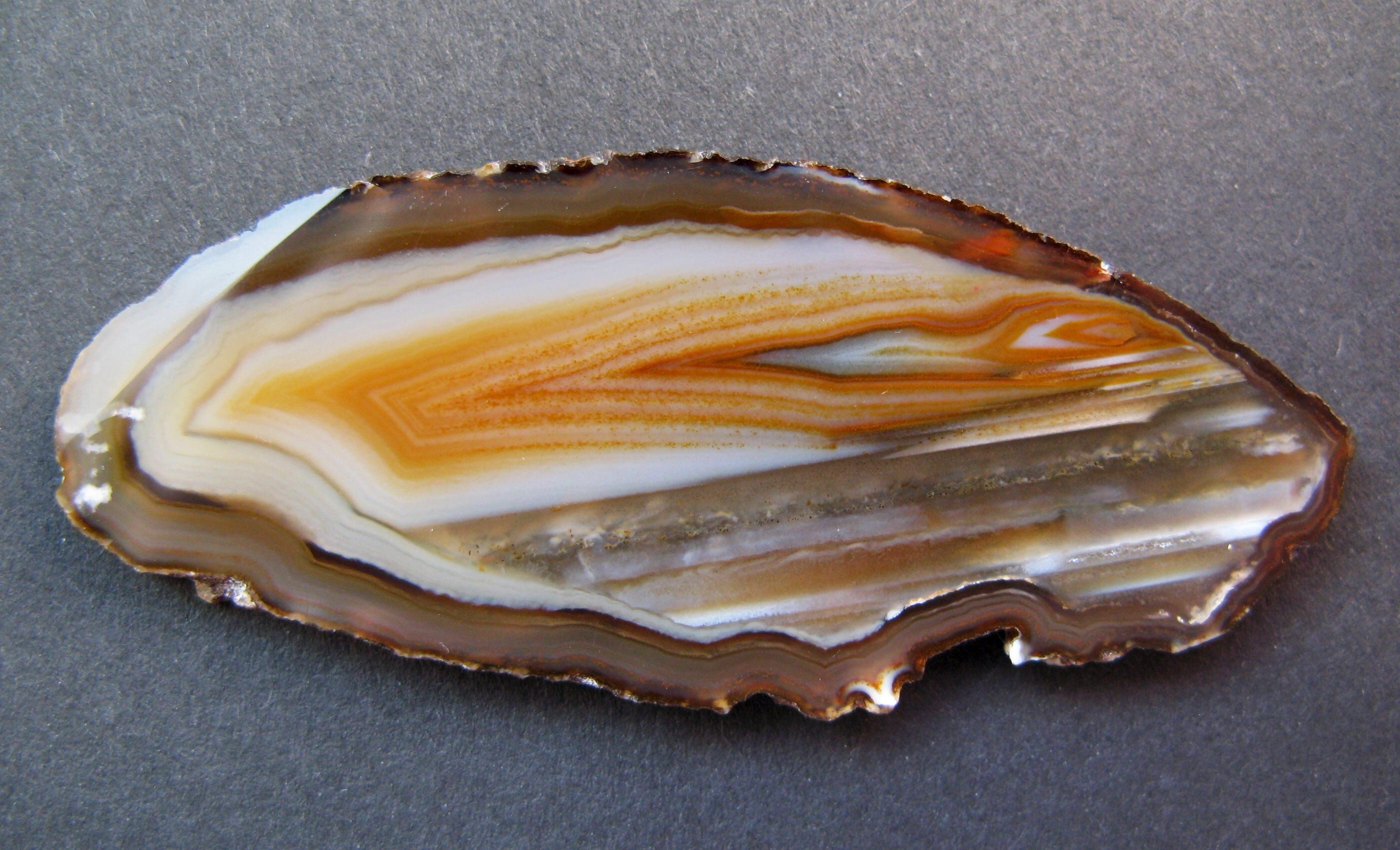
border
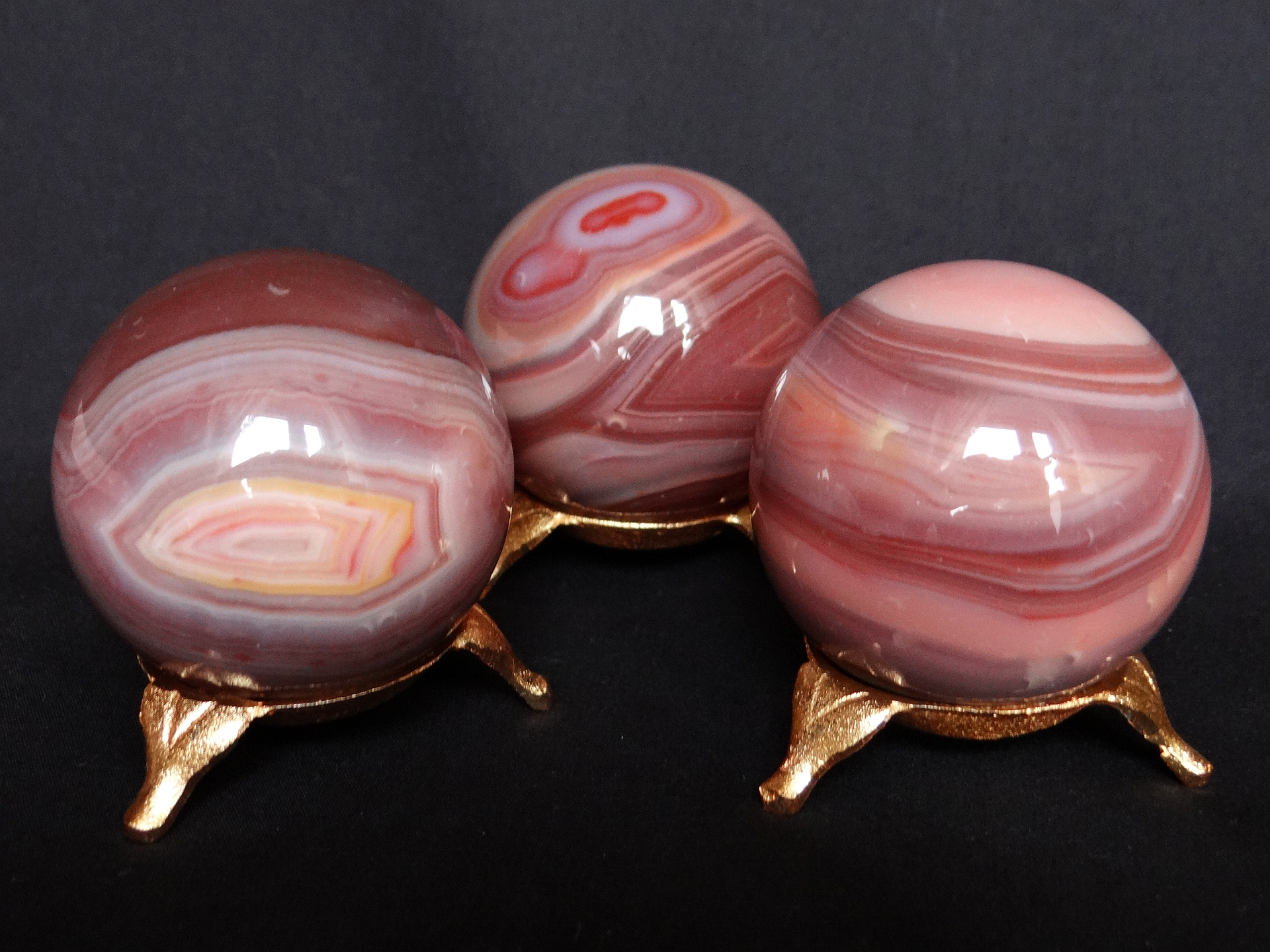
Кулі з Агату

- агат ісландський (обсидіан);
- агат кораловий (1. Окременілий корал; 2. Вид агату, яка за зовнішнім виглядом нагадує корал);
- агат крапковий (відміна халцедону з червоними крапками);
- агат ландкапський (білий або сірий халцедон з включеннями оксиду марганцю);
- агат ландшафтний (відміна агату, названа за типом візерунка);
- агат лельбахський (яшма темно-червоного кольору);
- агат малиновий (відміна агату, темно-червоного кольору);
- агат мексиканський (щільний вапнистий накип);
- агат молочний (відміна агату молочно-білого кольору);
- агат моховий (агат, який містить дендритоподібні включення, найчастіше оксидів марганцю);
- агат м'ясний (відміна агату червоного кольору);
- агат очкуватий (відміна агату, названа за типом візерунка);
- агат перистий (агат з перистим розміщенням включень);
- агат пурпуровий (аметист);
- агат руїнний (відміна агату, названа за типом візерунка);
- агат сагенітовий (агат, який містить голчасті включення);
- агат скляний (стара ювелірна назва везувіану);

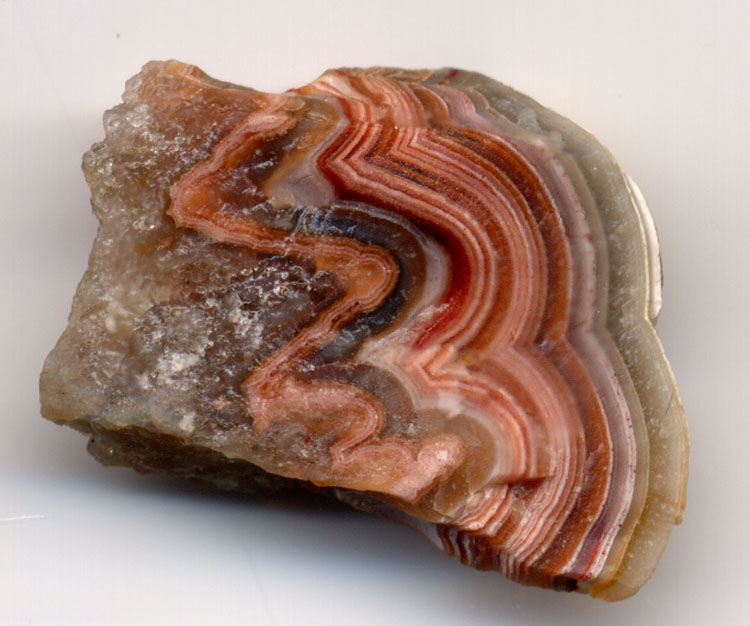
Смугастий
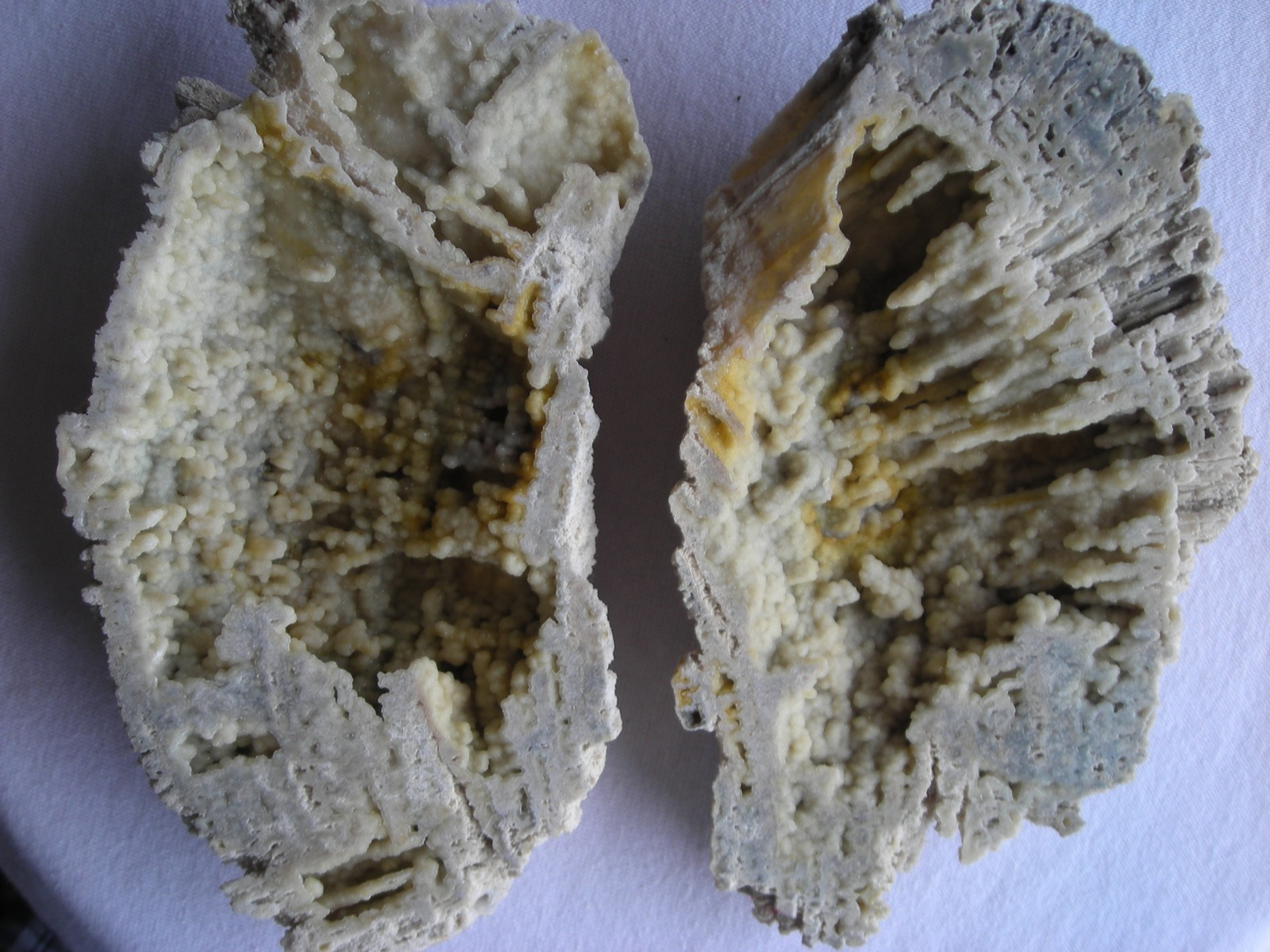
Агатизований корал
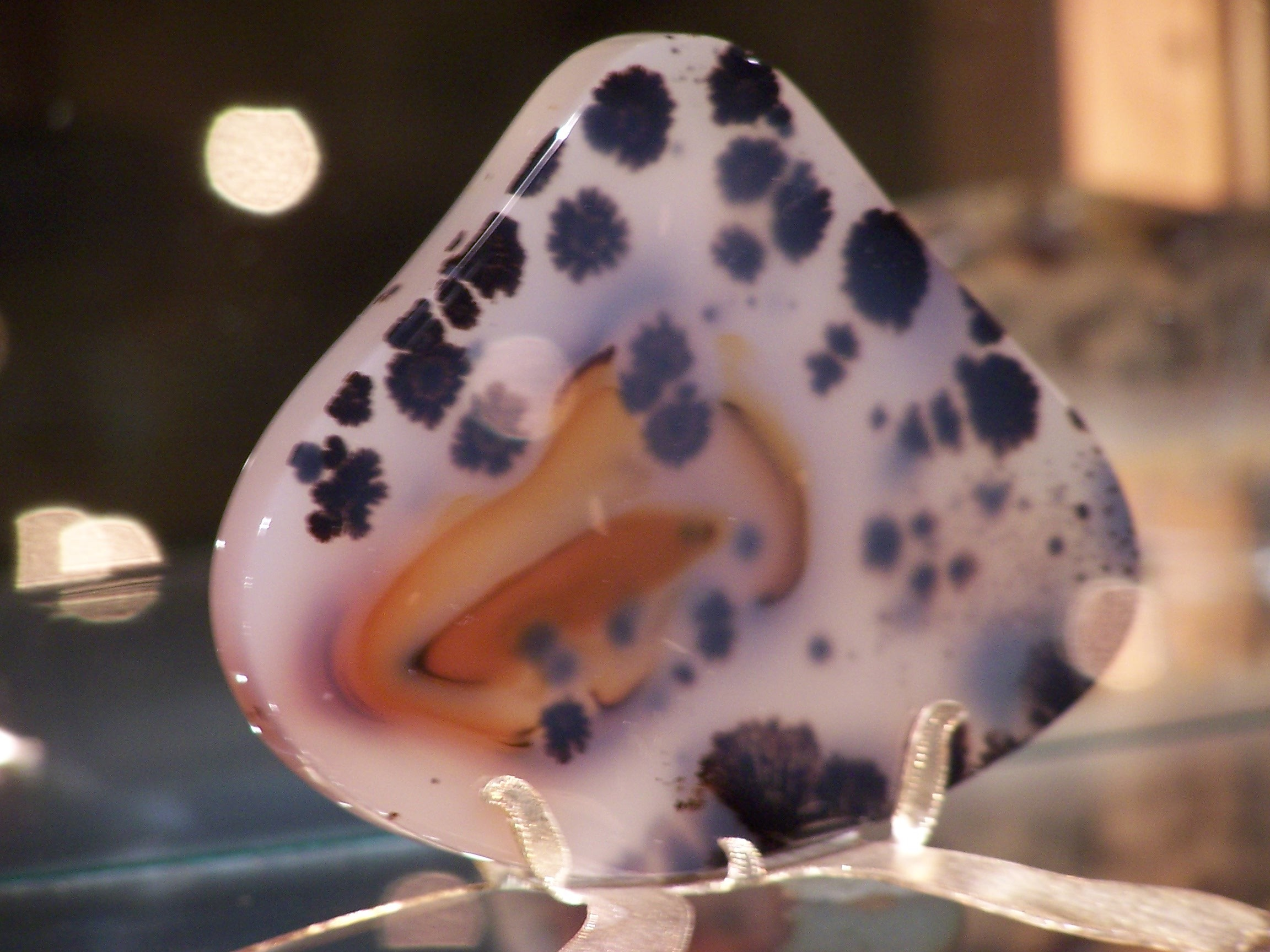
Гірський мох
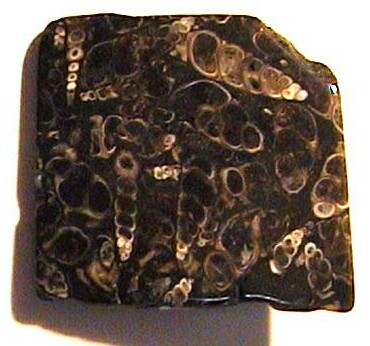
Агатизовані туррітелліди, формація Грін-Рівер, Монтана
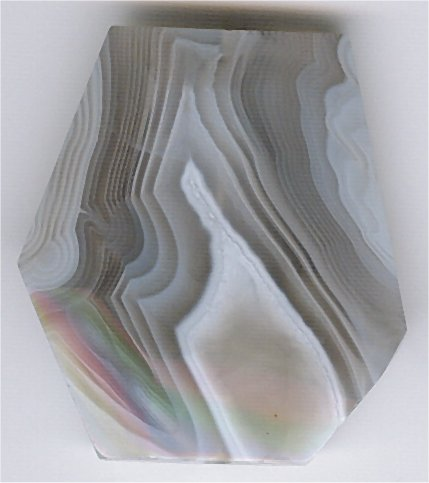
Ботсванський

- агат смугастий (зайва назва агату);
- агат срібний (яшма з включеннями самородного срібла, бісмуту та арґентиту);
- агат стрічковий (агат, у якого смуги розміщуються у вигляді стрічок);
- агат східний (торговельна назва напівпрозорої відміни агату);
- агат трубчастий (брекчієподібна відміна агату);
- агат фортечний (те ж саме, що агат фортифікаційний);
- агат фортифікаційний (брекчієподібна відміна агату);
- агат халцедоновий (зайва назва агату);
- агат хмарний (відміна агату, названа за типом візерунка);
- агат черепашковий (відміна агату, названа за типом візерунка);
- агат чорний (ювелірний агат, штучно забарвлений у чорний колір);
- агат яшмовий (агрегат, складений з яшми і прожилків прозорого халцедону).

## Фарбування
Для надання агатам більшої ефектності їх нерідко фарбують в зелений, яскраво синій, червоно-коричневий. Чим яскравіший колір каменів, тим вища ймовірність того, що вони фарбовані. Чорні агати або чорні онікси — це частіш за все, фарбовані в чорний колір халцедони.

## Застосування

### Технічне
Однорідно забарвлений агат застосовують у техніці для виробництва ступок, підшипників тощо.

### Оздоблювальне
З Стародавніх часів використовувався як напівдорогоцінний камінь для виготовлення прикрас, печаток, посудин, а також як матеріал для вирізання зображень. Оброблений у формі ока, агат містився в очниці статуй і служив для відлякування чорних сил. Найбільший виріб із агата зберігається в одному з музеїв Відня — це майже пласка таріль діаметром 75 см, вирізана з цільного каменю.

### Медичне
У середньовіччя розтертий з водою агат застосовувався у вигляді примочок при укусах змій та скорпіонів. В часи Відродження в Італії вважався талісманом у майстрів. Пліній Старший вважав, що агат корисний при лікуванні укусів павуків та скорпіонів, бо послаблює дію отрут, що ліки, які розтираються в агатових ступках, сприяють лікуванню хвороб і щасливим пологам. На його думку, носіння перснів з агатом додає людині красномовства і розуму, допомагає спортивним успіхам атлетів, утихомирює гнів.